# José Norton de Matos
José Maria Mendes Ribeiro Norton de Matos GCTE • GOA • GCA • GCL (Ponte de Lima, Ponte de Lima, 23 de Março de 1867 — Ponte de Lima, 2 de Janeiro de 1955) foi um general e político português.

## Família
Era filho de Tomás Mendes Norton, comerciante, Fidalgo da Casa Real e Cônsul da Grã-Bretanha e Irlanda em Viana do Castelo (afilhado de baptismo de Rodrigo da Fonseca Magalhães) e de sua mulher Emília da Conceição de Matos Prego e Sousa (Ponte de Lima, Queijada, Casa do Baganheiro, 5 de Dezembro de 1847 - Ponte de Lima, Moreira do Lima, Casa do Bairro, 22 de Janeiro de 1933), neto paterno de José Mendes Ribeiro (Viana do Castelo, Santa Maria Maior, 28 de Dezembro de 1802 - Viana do Castelo, Santa Maria Maior, 4 de Novembro de 1887), da burguesia de Viana do Castelo, e de sua mulher Rita de Cássia Tavares de Resende Norton (Porto, 8 de Dezembro de 1808 - Ponte de Lima, Santa Maria Maior, 13 de Janeiro de 1875), filha dum Inglês, e neto materno de Manuel José de Matos Prego e Sousa (1805 - ?), Doutor em Direito, da fidalguia de Ponte de Lima (Casa do Bárrio), e de sua mulher Joaquina Rosa dos Reis Martins de Carvalho (Ponte de Lima, Queijada - ?).

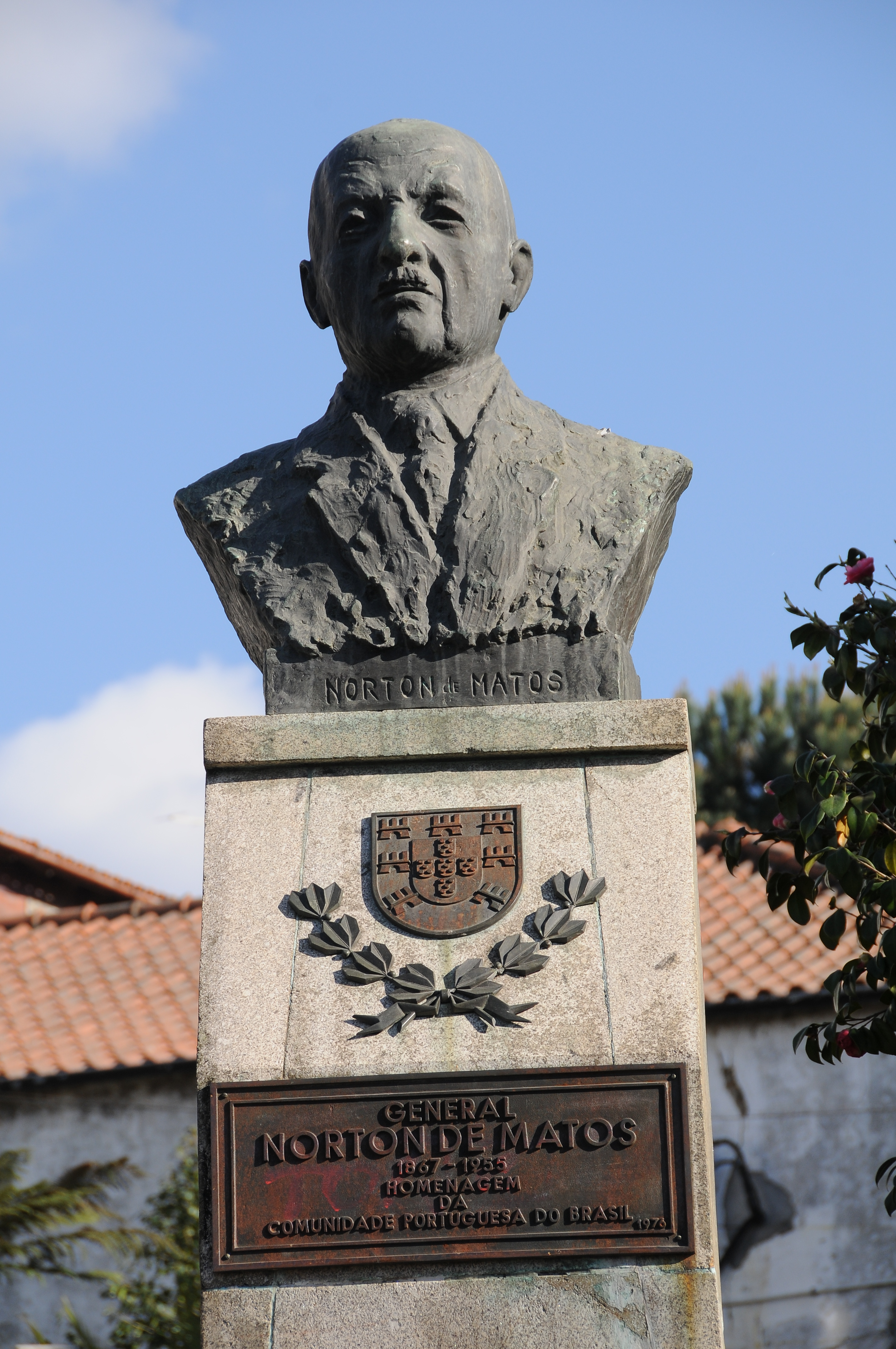
Busto de Norton de Matos em Ponte de Lima

## Biografia

### Juventude
Depois de frequentar o Colégio do Espírito Santo de Braga (1872-1910) foi, em 1880, para a Escola Académica, em Lisboa. Quatro anos depois iniciou o seu curso na Faculdade de Matemática em Coimbra. Fez o curso da Escola do Exército e, em 1898, partiu para a Índia Portuguesa, onde organizou os cadastros das terras. Começou aí a sua carreira na administração colonial, como director dos Serviços de Agrimensura. Acabada a sua comissão, viajou por Macau e pela China em missão diplomática.

### República Portuguesa
O seu regresso a Portugal coincidiu com a implantação da República portuguesa. Dispondo-se a servir o novo regime, Norton de Matos foi chefe do estado-maior da 5.ª divisão militar. A 17 de Maio de 1912 é iniciado Maçon na Loja Pátria e Liberdade, N.º 332, de Lisboa (Rito Escocês Antigo e Aceite), sob os auspícios do Grande Oriente Lusitano Unido, com o nome simbólico de Danton. Nesse mesmo ano tomou posse como governador-geral de Angola. A sua actuação na colónia revelou-se extremamente importante, na medida em que impulsionou fortemente o seu desenvolvimento, protegendo-a, de certa forma, da ameaça contínua que pairava sobre o domínio colonial português, por parte de potências como a Inglaterra, a Alemanha e a França. Fundou a cidade do Huambo. A 27 de Janeiro de 1913 é elevado ao Grau 2 (Companheiro) e a 18 de Abril de 1914 é elevado ao Grau 3 (Mestre). Em Outubro desse ano dá-se a cisão da Maçonaria Portuguesa: a Loja Pátria e Liberdade, N.º 332 desliga-se da obediência do Grande Oriente Lusitano Unido.
Foi demitido do cargo em 1915, como consequência da nova situação política que se vivia em Portugal durante a Primeira Guerra Mundial. Foi depois chamado, de novo, ao Governo, ocupando o cargo de ministro das Colónias, embora por pouco tempo. A 12 de Maio de 1916 reentra na obediência do Grande Oriente Lusitano Unido, filiando-se na Loja Acácia, de Lisboa (Rito Francês), e a 19 de Setembro de 1916 é elevado ao Grau 4 (Eleito) do Rito Francês. Em 1917, um novo golpe revolucionário obrigou-o a exilar-se em Londres, por divergências com o novo governo. A 16 de Fevereiro de 1918 é elevado ao Grau 5 (Escocês) do Rito Francês e a 31 de Outubro de 1918 é elevado ao Grau 6 (Cavaleiro do Oriente ou da Espada) do Rito Francês. Regressou à pátria e foi delegado de Portugal à Conferência da Paz, em 1919. Mais tarde, foi promovido a general por distinção e nomeado Alto Comissário da República em Angola. Na Primavera de 1919, foi delegado português à Conferência da Paz. A 31 de Outubro de 1919 é elevado ao Grau 7 e último (Príncipe Rosa Cruz) do Rito Francês. Em Junho de 1924, exerceu as funções de embaixador de Portugal em Londres, cargo de que foi afastado aquando da instauração da Ditadura Militar. A 6 de Novembro de 1928 a Loja Acácia, de que é membro, propõe, pela primeira vez, a sua candidatura ao cargo de Grão-Mestre Adjunto do Grande Oriente Lusitano Unido. A 7 de Dezembro de 1928 morre Sebastião de Magalhães Lima, 10.º Grão-Mestre do Grande Oriente Lusitano Unido, e a 31 de Outubro de 1929 morre António José de Almeida, 12.º Grão-Mestre eleito do Grande Oriente Lusitano Unido.

### Ditadura Militar e Estado Novo
Foi, a 31 de Dezembro de 1929, eleito 14.º Grão-Mestre do Grande Oriente Lusitano Unido para os anos de 1930 e 1931, cargo que ocupou entre 1930 e 1935. A 30 de Abril de 1930 toma posse do cargo de Grão-Mestre, dirigindo uma mensagem aos Maçons Portugueses. A 17 de Setembro parte para Antuérpia, a fim de participar na Semana Portuguesa e na Convenção Maçónica Internacional. De 25 a 30 de Setembro toma parte na Convenção da Association Maçonnique Internationale (A.M.I.), reunida em Bruxelas. Em Dezembro, devido ao período decrescente em que decorrem os trabalhos maçónicos em Portugal, é decidido suspendê-los nas lojas de Lisboa, convidando estas à imediata triangulação. Em Março de 1931 dirige uma importante mensagem à Grande Dieta e em Dezembro é reeleito Grão-Mestre.
A 5 de Julho de 1932 Salazar ascende a Presidente do Conselho. A 31 de Janeiro de 1935 protesta, junto do Presidente da Assembleia Nacional, Jose Alberto dos Reis, contra o projecto de lei que proíbe as associações secretas. A 14 de Maio é emitida uma Resolução do Conselho de Ministros exonerando e / ou passando à reforma uma série de funcionários que oferecem poucas garantias de fidelidade ao regime, entre os quais Norton de Matos. A 21 de Maio dá-se a Publicação da Lei N.º 1.091 que proíbe as associações secretas. Norton de Matos demite-se do cargo de Grão-Mestre, para que pudesse ser eleito alguém desconhecido do Governo.
Participou nas eleições presidenciais de 1949, reivindicando a liberdade de propaganda e uma melhor fiscalização dos votos. O regime de Salazar recusou-se a satisfazer estas exigências. Obteve vastos apoios populares e apoio de membros da oposição. Devido à falta de liberdade no acto eleitoral, e prevendo fraudes eleitorais, ele acabou por desistir depois de participar em comícios e outras manifestações de massas.
Norton de Matos, tal como grande número de republicanos e opositores do Estado Novo, era defensor de uma política colonialista. Em 1953, no seu livro África Nossa defendeu que Portugal tem “pois de povoar essas terras, intensa e rapidamente, com famílias brancas portuguesas e continuar a assimilar os habitantes de cor que lá encontramos. Assimilação completa, material e espiritual”.

## Condecorações
- Grã-Cruz da Antiga e Muito Nobre Ordem Militar da Torre e Espada, do Valor, Lealdade e Mérito (28 de Fevereiro de 1919)[4]
- Grã-Oficial da Ordem Militar de São Bento de Avis (5 de Outubro de 1921)[4]
- Grã-Cruz da Ordem Militar de São Bento de Avis (5 de Outubro de 1921)[4]
- Cavaleiro-Grã-Cruz Honorário da Distintíssima Ordem de São Miguel e São Jorge da Grã-Bretanha e Irlanda
- Grã-Cruz da Ordem da Liberdade (30 de Junho de 1980; título póstumo)[5]

## Obras publicadas
- Os serviços de agrimensura e cadastro da Índia Portuguesa
- A geologia da Índia Portuguesa
- A província de Angola (1926)
- Memória e trabalhos da minha vida (1943-46, 4 volumes)
- Norton de Matos, José Mendes Ribeiro (1953). África Nossa. O Que Queremos e o Que Não Queremos Nas Nossas Terras De África. Porto: Edições Maránus